# 방문객 (2019년 영화)
"방문객"은 2019년에 개봉한 대한민국의 영화이다.

## 캐스팅
- 정호 : 류수현 역
- 송경의 : 수리공 역
- 박기륭 : 김 형사 역
- 김기루 : 도서관 주임 역
- 정기선 : 출소자 역
- 지미리 : 여인 역
- 이희성 : 사내아이 역
- 고일석 : 조 형사 역
- 김동준 : 도서관 차장 역
- 박영철 : 목소리더빙 역

## 같이 보기
- 2019년 대한민국의 영화 목록